# Limnonectes kohchangae
Espèce
Synonymes
- Rana kohchangae Smith, 1922

Statut de conservation UICN

 LC  : Préoccupation mineure
Limnonectes kohchangae est une espèce d'amphibiens de la famille des Dicroglossidae.

## Répartition
Cette espèce se rencontre dans le sud du Viêt Nam, au Laos, au Cambodge et en Thaïlande dans la province de Trat entre 300 et 1 200 m d'altitude.

## Étymologie
Son nom d'espèce lui a été donné en référence au lieu de sa découverte, Koh Chang.

## Publication originale
- Smith, 1922 : The frogs allied to Rana doriae. Journal of the Natural History Society of Siam, vol. 4, p. 215-229 (texte intégral).